# Liste des sites Ramsar aux Seychelles
Cet article recense les zones humides des Seychelles concernées par la convention de Ramsar.

## Statistiques
La convention de Ramsar est entrée en vigueur aux Seychelles le 22 mars 2005.
En janvier 2020, le pays compte 3 sites Ramsar, couvrant une superficie de 440,25 km2.

## Liste
| Site                                                               | District              | Notes | Date             | Superficie (km²) | Altitude (m) | Identifiant Ramsar | Identifiant WDPA | Coordonnées                     | Photo |
| ------------------------------------------------------------------ | --------------------- | ----- | ---------------- | ---------------- | ------------ | ------------------ | ---------------- | ------------------------------- | ----- |
| Zones humides côtières de Port Launay                              | Port Glaud            |       | 22 novembre 2004 | 1,24             | 0 - 25       | 1432               | 902681           | 4° 39′ 25″ sud, 55° 24′ 22″ est |       |
| Aldabra                                                            | Îles Extérieures      |       | 2 février 2010   | 439,00           | 4            | 1887               | 555542730        | 9° 24′ 00″ sud, 46° 19′ 59″ est |       |
| Zones humides d'eau douce de haute altitude de la mare aux Cochons | Bel Ombre, Port Glaud |       | 2 février 2010   | 0,01             | 410 - 440    | 1905               | 555542731        | 4° 37′ 59″ sud, 55° 25′ 01″ est |       |